# Lily Pons
Alice-Joséphine Pons, coneguda com a Lily Pons (Draguignan, 12 d'abril de 1898 - Dallas, 13 de febrer de 1976 i enterrada a Canes) fou una cantant soprano francesa, naturalitzada nord-americana el 1940.

## Joventut i primers anys
Nascuda a la Grande Rue de Draguignan, Alice-Joséphine Pons era filla de Léonard-Louis-Auguste-Antoine Pons, un impressor de 22 anys nascut a la mateixa ciutat, i Marie-Pétronille Naso, una cosidora de 23 anys de Saluzzo, Itàlia. La família es va traslladar a Canes el 1904.
Ella es va incorporar a la classe de piano del Conservatori de París als 13 anys i es va graduar amb un primer premi als 15. Somiava de ser ballarina. El 1920 va aparèixer en algunes crítiques al Concert Mayol i a les Variétés, al costat de Max Dearly. Va començar a rebre classes de cant amb Jean Maubert, abans que aquest últim la recomanés al gran mestre Alberto de Gorostiaga.

## Als escenaris
Revelant una veu de soprano coloratura extraordinària, va debutar a Mulhouse el novembre de 1927 en el paper de Lakmé, de Léo Delibes, sota la direcció de Philippe Flon. Lakmé esdevindria, precisament, el seu paper preferit (juntament amb Lucia di Lammermoor).
Després va actuar per tot França amb La Bohème, Hänsel und Gretel, Die Zauberflöte, sota la direcció de Reynaldo Hahn al Casino de Cannes, o Les noces de Fígaro, i va gravar per al segell Odéon melodies de Mozart, Verdi, Puccini, Delibes i Saint-Saëns. Tot i que Jacques Rouché va rebutjar la seva entrada a l'Òpera de París, lamentant la seva «manca de maduresa en el mitjà», hi actuaria el 1935, havent ja triomfat fora de França i adquirit fama arreu del món, fent els papers de Gilda i Lucia, i després el 1953 de nou a Gilda. Va cridar l'atenció d'un parell de cantants, la catalana Maria Gay i el seu marit Giovanni Zenatello, que immediatament la van recomanar al director de la Metropolitan Opera de Nova York, Giulio Gatti-Casazza, que la contractà de seguida.

## Carrera professional a Amèrica

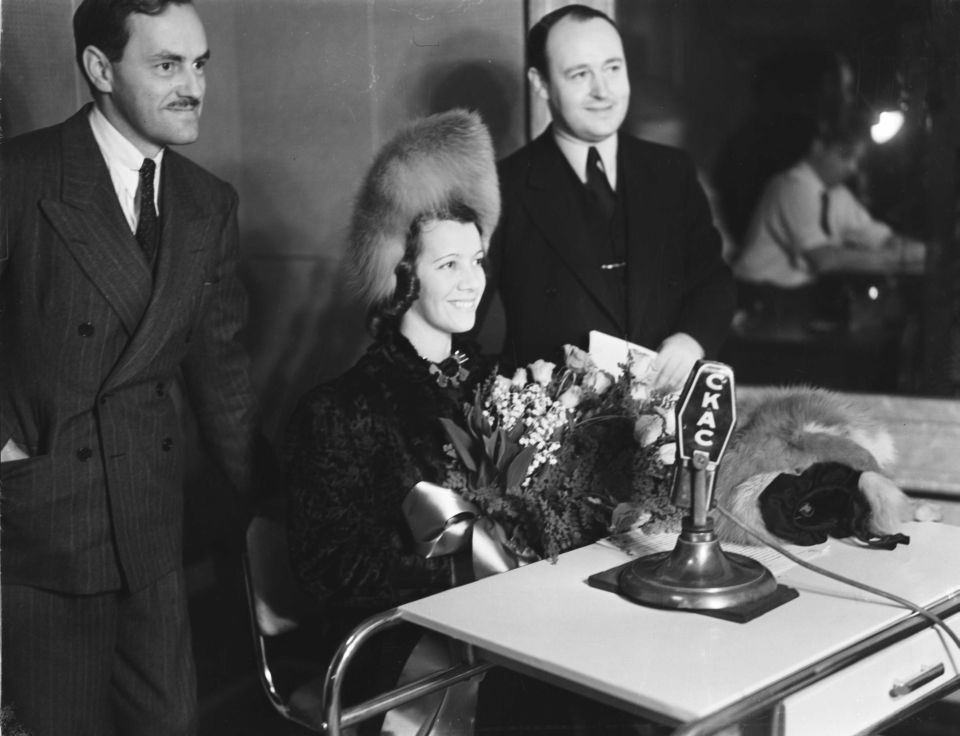
Lily Pons entrevistada a CKAC, Montreal

Havent-se casat el 15 d'octubre de 1930 amb l'editor August Mesritz, Lily Pons va fer un debut sensacional davant el públic nord-americà el 3 de gener de 1931 a Lucia di Lammermoor, al costat de Beniamino Gigli i Ezio Pinza. Durant una actuació de Lucia, va sorprendre la premsa local amb un fa especialment alt durant l'escena de la bogeria. S'hi va quedar durant vint-i-vuit anys, al Met, cantant els papers de Lucia, la Gilda de Rigoletto, la Rosina d'El barber de Sevilla, l'Olympia d' Els Contes d'Hoffmann, la Filina de Mignon, Lakmé, l'Amina de La sonnambula, Linda di Chamounix, El gall d'or o La filla del regiment, sempre amb el mateix èxit. Al mateix temps, va actuar en concert i va gravar molts títols per a la Victor Talking Machine Company.

## Cinema
A Hollywood va rodar unes quantes pel·lícules menors, de les quals destaca l'any 1937 Hitting a New High (La Femme en cage, en francès), de Raoul Walsh, en què interpreta una jove cantant de cabaret que somia convertir-se en una gran cantant d'òpera. També I dream too much (1935), de John Cromwell, i That Girl from Paris (1936), de Leigh Jason.

## Altres actuacions
El 7 d'agost de 1936 va actuar al Hollywood Bowl, cantant àries d'òpera i marcant un rècord d'audiència, acompanyada per la Filharmònica de Los Angeles sota la direcció d'Andre Kostelanetz, amb qui es casaria el 1938 (divorciada del seu primer marit poc després d'arribar als Estats Units) i amb qui organitzà gires de concerts populars.
Havent obtingut la ciutadania nord-americana el 1941, va cantar durant la Segona Guerra Mundial al nord d'Àfrica, l'Índia, la Xina i Birmània per als soldats aliats.

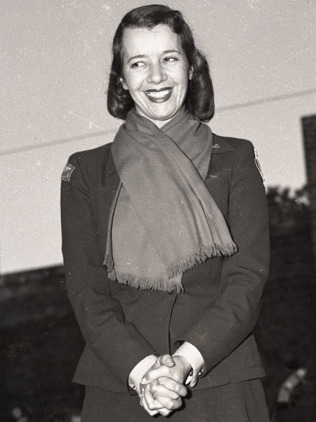
El 1945 a Bengala, Índia, amb el 24è esquadró

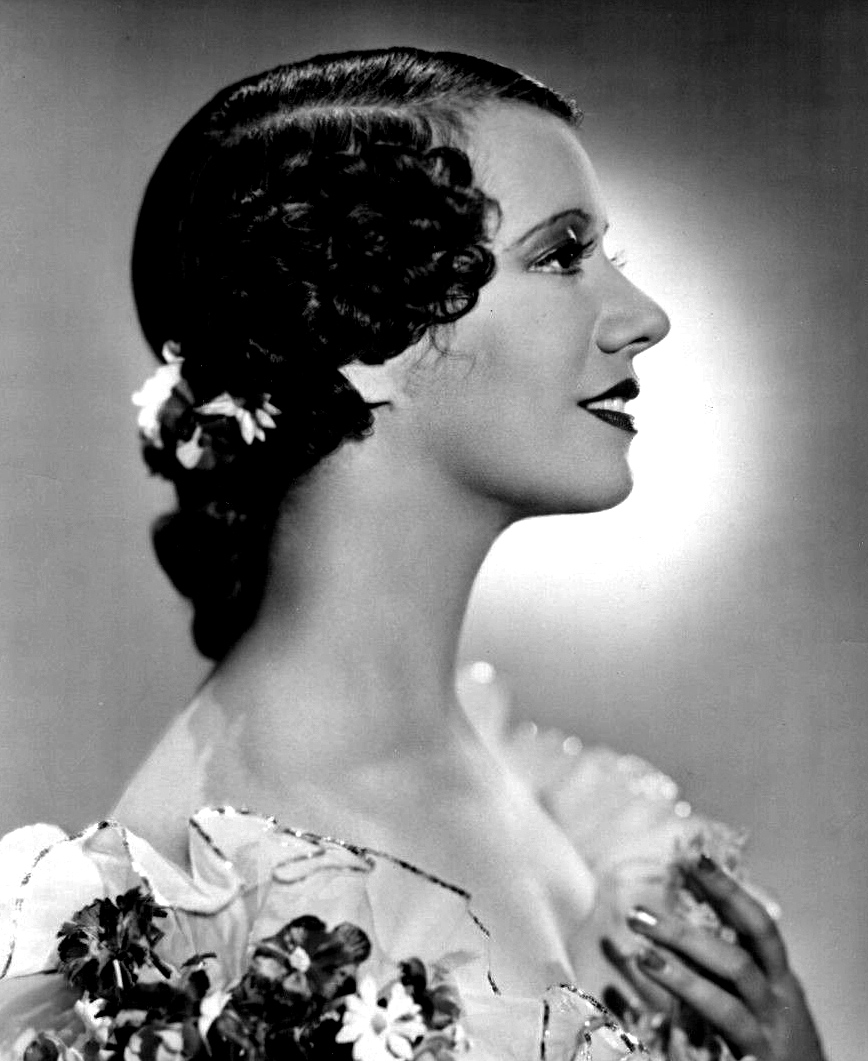
Lily Pons el 1935.

Va donar suport a la França Lliure i fou escollida com a padrina de la 2a divisió blindada de l'exèrcit francès. Coincidint que Lily Pons era a París per interpretar, l'abril de 1945, Lakmé a l'Opéra-Comique, el govern francès va demanar-li que cantés La Marsellesa al Palais Garnier el 8 de maig de 1945 en presència, entre d'altres, del mariscal Juin; el concert, que s'emetia a l'exterior, va generar l'entusiasme dels parisencs.
El 1956 el Metropolitan Opera va organitzar un gran concert per a ella, la Gala Lily Pons, amb motiu del 25è aniversari de la seva residència en aquest teatre estatunidenc.
De nou divorciada, Lily Pons va actuar per última vegada al Met l'any 1958 abans de posar fi a la seva carrera l'any 1962 a Fort Worth, en el paper de Lucia, al costat del jove Plácido Domingo.

## Darrers anys

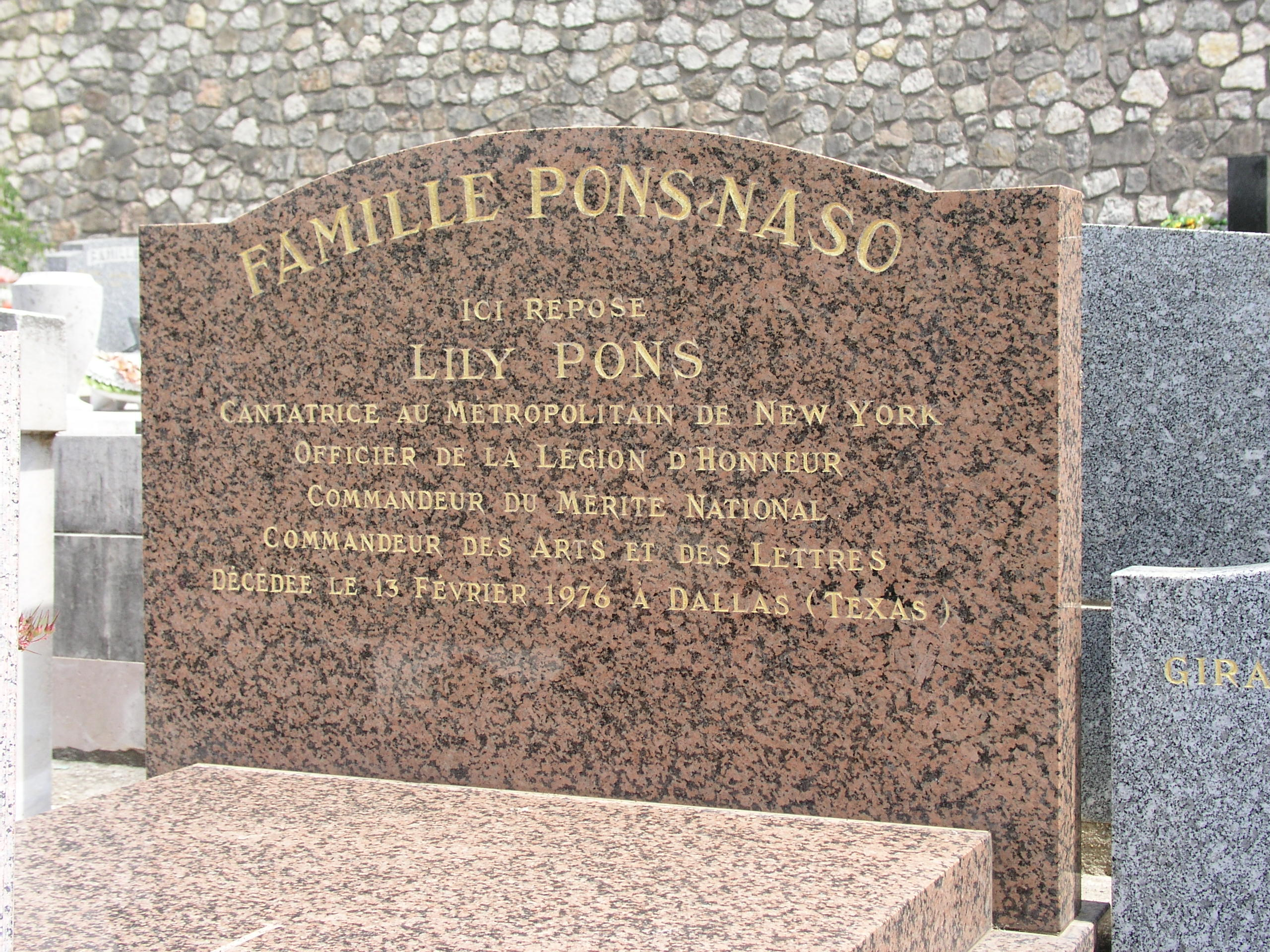
Tomba de Lily Pons a Canes

Només tornaria a l'escenari en dos concerts finals, el 1972 i després el 1974 (aleshores tenia 76 anys). Concloïa així la seva carrera de 283 actuacions. Es va retirar a Dallas, on va morir dos anys més tard, tot i que va ser enterrada al cementiri Grand Jas de Canes, com havia volgut.

## Honors i reconeixement
El carrer de Draguignan on va néixer, la Grande Rue, porta ara el seu nom, com també una sala del Teatre Municipal de la ciutat.
Lily Pons va rebre una estrella al Passeig de la Fama de Hollywood, així com la insígnia d'Oficial de la Legió d'Honor, de Comandant del Mèrit Nacional i de Comandant de les Arts i les Lletres.
Una ciutat de Maryland porta el nom de Lilly Pons en honor seu.

## Filmografia
- 1935: Exhilation (I Dream Too Much), de John Cromwell: Annette Monard
- 1936: Farewell Paris, hello New York (That Girl from Paris), de Leigh Jason: Nicole "Nikki» Martín
- 1937: Hitting a New High, de Raoul Walsh: Suzette / Oogahunga, la dona-ocell
- 1947: Carnegie Hall d'Edgar George Ulmer: ella mateixa